# 蔡之定
蔡之定（1745年—1830年），字麟昭，号生甫，晚号积谷山人，浙江德清人。

## 生平
乾隆十年十二月十二日生。乾隆五十八年（1793年）中进士，选庶吉士，嘉庆元年（1796年）散馆授编修，历任高宗实录馆总篡，升国子监司业、侍讲学士。嘉庆十九年（1814年），因建议以纸币代银，以“妄言乱政”降鸿胪寺少卿。晚年，主讲钟山、蕺山两书院。
蔡之定擅书法，时与翁方纲、刘墉、铁保号称“四大书家”。道光十四年（1834年）九月初八卒。